# Embelia pacifica
Embelia pacifica är en viveväxtart som beskrevs av Wilhelm B. Hillebrand. Embelia pacifica ingår i släktet Embelia och familjen viveväxter. Inga underarter finns listade i Catalogue of Life.